# 차세대 트랜짓 서베이

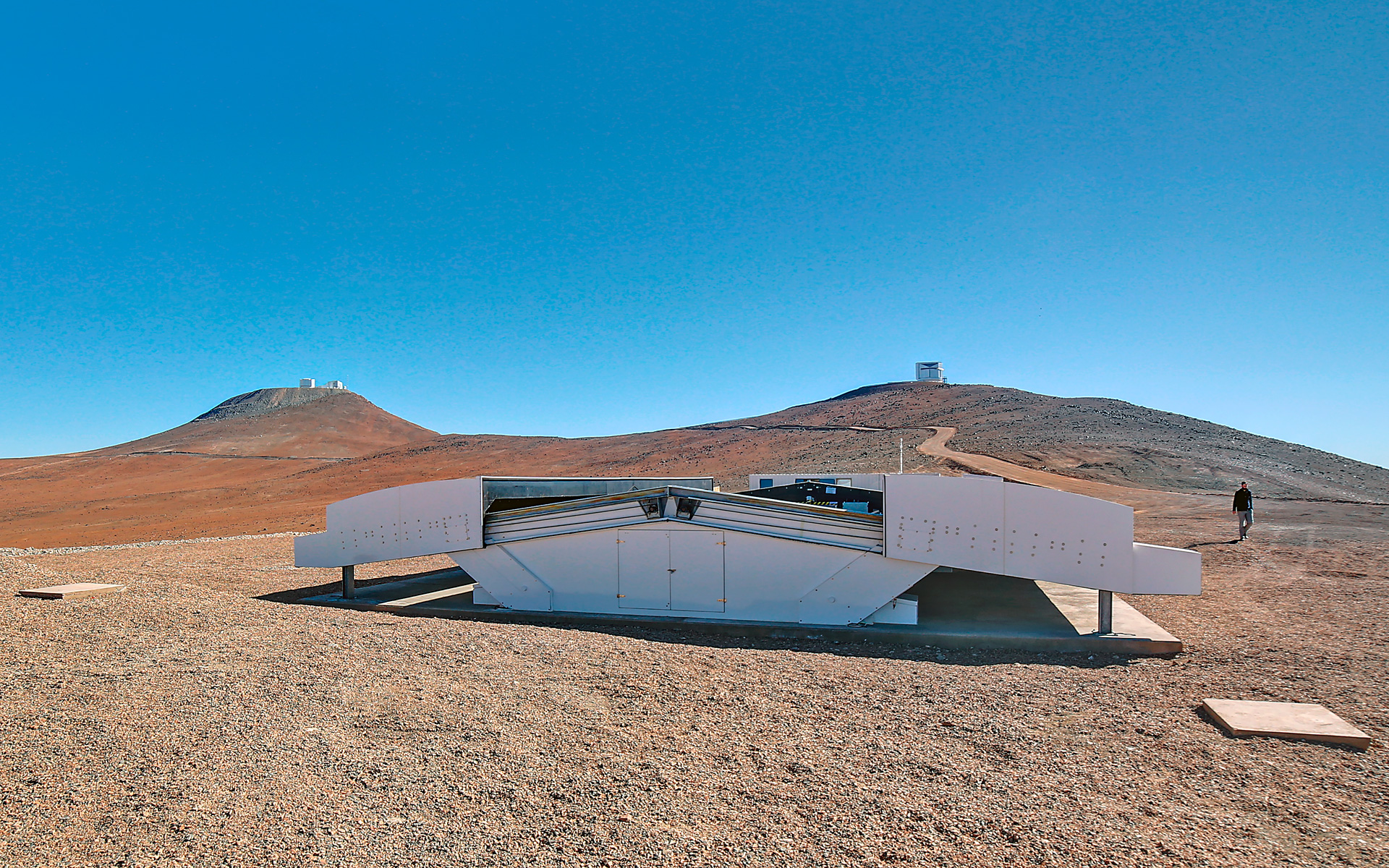

차세대 트랜짓 서베이(Next-Generation Transit Survey, NGTS)는 외계행성에 대한 지상 기반 로봇 검색 시설이다. 이 시설은 칠레 북부 아타카마 사막의 파라날 천문대에 위치해 있으며 유럽 남방 천문대(ESO)의 초거대 망원경에서 약 2km, VISTA 측량 망원경에서 0.5km 떨어져 있다. 과학 운영은 2015년 초에 시작되었다. 천문 조사는 칠레, 독일, 스위스, 영국의 7개 유럽 대학과 기타 학술 기관으로 구성된 컨소시엄에 의해 관리된다. 이 배열의 프로토타입은 2009년과 2010년에 라 팔마에서 테스트되었고, 2012년부터 2014년까지 제네바 천문대에서 테스트되었다.
NGTS의 목적은 겉보기 등급 최대 13등급으로 상대적으로 밝고 가까운 별을 통과하는 슈퍼지구와 외해왕성을 발견하는 것이다. 이 조사에서는 별의 어두워짐을 정확하게 측정하여 행성의 존재를 감지하는 통과 측광법을 사용한다. 그 앞을 지나갈 때. NGTS는 12개의 상업용 0.2미터 망원경(f/2.8) 배열로 구성되며, 각 망원경에는 가시광선과 600~900nm의 근적외선에서 작동하는 적색 감응 CCD 카메라가 장착되어 있다. 이 배열은 96평방도(망원경 당 8도2)의 순간 시야각, 즉 전체 하늘의 약 0.23%를 커버한다. NGTS는 훨씬 더 작은 시야각을 가지고 있지만 더 민감한 감지기, 세련된 소프트웨어 및 더 큰 광학 장치를 사용하여 SuperWASP에 대한 경험을 바탕으로 구축되었다. 원래 케플러 필드가 115제곱도인 케플러 망원경과 비교하면 NGTS가 다루는 하늘 영역은 16배 더 커질 것이다. 그 이유는 이 조사에서는 4년에 걸쳐 매년 4개의 다른 필드를 스캔할 계획이기 때문이다. 결과적으로 하늘 범위는 케플러의 K2 단계와 비슷할 것이다.
NGTS는 TESS, 가이아 (우주망원경) 및 플라토 (우주망원경)와 같은 우주 기반 망원경을 사용하여 외계 행성 후보에 대한 지상 기반 측광 추적에 적합하다. 결과적으로 HARPS, ESPRESSO 및 VLT-SPHERE와 같은 대형 장비는 도플러 분광법(워블 방법)을 사용하여 많은 수의 표적의 질량을 측정하고 외계 행성의 결정을 가능하게 하기 위해 상세한 특성화를 통해 NGTS 발견에 대한 후속 조치를 취할 수 있다. 밀도에 따라 기체 상태인지 암석 상태인지를 알 수 있다. 다른 지상 기반 조사에서는 목성 크기의 외계 행성만 감지할 수 있고, 케플러의 지구 크기 행성은 종종 너무 멀리 떨어져 있거나 궤도 별이 너무 어두우므로 이러한 상세한 특성화를 통해 지구 크기 행성과 거대 기체 행성 사이의 간격을 메울 수 있다. 행성의 질량 결정. NGTS의 더 넓은 시야는 또한 더 밝은 별 주위에 있는 더 많은 수의 더 큰 행성을 감지할 수 있게 해준다.